# Kurarebusksläktet
Kurarebusksläktet (Strychnos) är ett växtsläkte  i familjen kräknötsväxter med cirka  190 arter av träd och lianer. 